# Tony Hillerman
Tony Hillerman (Sacred Heart, 27 maggio 1925 – Albuquerque, 26 ottobre 2008) è stato uno scrittore statunitense di libri gialli.
È morto ad Albuquerque, in Nuovo Messico il 26 ottobre 2008 per insufficienza polmonare.
Ha scritto thriller di grandissimo successo pubblicati, oltre che negli Stati Uniti, in Inghilterra, Francia, Germania, Spagna, Portogallo, Finlandia ed Italia.
Personaggi principali dei suoi gialli "etnici" sono il tenente della polizia navajo Leaphorn ed il sergente Jim Chee.
Profondo conoscitore del mondo dell'ovest statunitense e delle riserve indiane, nelle sue opere miscela temi polizieschi, thriller e spiritualismo indiano.
Era cugino dell'attore John Hillerman.

## Opere
- 1970 A Fly on the Wall,  finalista Edgar Award 1972.
- 1995 Finding Moon

### Serie con Joe Leaphorn
1. 1970 Il canto del nemico (The Blessing Way), stampato nella collana Il giallo Mondadori con il numero 2312.
2. 1973 Là dove danzano i morti (Dance Hall of the Dead), stampato nella collana Il giallo Mondadori con il numero 1787.
3. 1978 Donna che ascolta (Listening Woman), HarperCollins 2022. Finalista Edgar Award 1979.

### Serie con Jim Chee
1. 1980 Il popolo delle tenebre (People of Darkness), stampato nella collana Il giallo Mondadori con il numero 1747.
2. 1982 Il vento oscuro (The Dark Wind), stampato nella collana Il giallo Mondadori con il numero 2291.
3. 1984 La via dei fantasmi (The Ghostway), 	stampato nella collana Il giallo Mondadori con il numero 2340.

### Serie con Joe Leaphorn e Jim Chee
1. 1986 Lo stregone deve morire (Skinwalkers), stampato nella collana Il giallo Mondadori con il numero 2364 e ristampato dalla Piemme come La notte degli sciamani.
2. 1988 Ladri del tempo (A Thief Of Time), finalista Edgar Award 1989, stampato nella collana Il giallo Mondadori con il numero 2196.
3. 1989 La maschera del Dio parlante (Talking God), stampato nella collana Il giallo Mondadori con il numero GM 2258.
4. 1990 La fame del coyote (Coyote Waits), stampato dalla Mondadori.
5. 1993 L'ultima danza del sacro giullare (Sacred Clowns), stampato dalla Mondadori.
6. 1996 L'ombra del deserto (Fallen Man) stampato nella collana Il giallo Mondadori con il numero 2548.
7. 1998 Il mistero della riserva indiana (The First Eagle) stampato dalla Piemme e pubblicato anche come Il contagio.
8. 1999 Morte nel canyon (Hunting Badger), stampato dalla Piemme.
9. 2002 Notte di Halloween (The Wailing Wind), stampato dalla Piemme
10. 2003 The Sinister Pig
11. 2004 Skeleton Man  (Skeleton Man), edizione Rizzoli HD,2010
12. 2006 The Shape Shifter

### Saggistica
- 1987 Indian Country
- 1992 The Best of the West
- 2002 Seldom Disappointed: A Memoir

## Riconoscimenti
- Nel 1974 ha vinto l'Edgar Award col romanzo Là dove danzano i morti (Dance Hall of the Dead).
- Nel 1989 vince il Premio Macavity con il romanzo A Thief of Time
- Nel 1991 vince il Premio Nero Wolfe con il romanzo La fame del coyote (Coyote Waits).
- Nel 1991 gli è stato attribuito, per il complesso della sua carriera, il Grand Master Award.
- Nel 1992 vince il Premio Macavity per il miglior saggio con Talking Mysteries: A Conversation with Tony Hillerman
- Nel 2002 vince il Premio Agatha per il miglior saggio con Seldom Disappointed: A Memoir
- Nel 2003 gli viene attribuito il Premio Agatha alla carriera.
- Nel 2008 vince il Premio Owen Wister